# Nils Almlöf
Nils Vilhelm Almlöf (Stoccolma, 1799 – 1875) è stato un attore teatrale svedese.
Conosciuto anche come il "Talma svedese", esordì con grande successo (1821) al Teatro reale di Stoccolma.
Fu abile interprete di Shakespeare e Schiller. Suo figlio Knut Almlöf fu a sua volta grande attore.